# Сикхское государство
Си́кхское госуда́рство (Сикх Хальса Радж (з.-пандж. سکھ سلطنت, в.-пандж. ਸਿੱਖ ਸਲਤਨਤ) или Саркар-и Хальса (перс. امپراطوری سیک‎)) — государство сикхов, существовавшее в Пенджабе в 1716—1849 годах. 
К концу XVII века сикхи оформились в самостоятельную этноконфессиональную группу, противостоящую правящим Индией Великим Моголам. В 1716—1799 годах у сикхов существовало собственное государство — Сикхская конфедерация, с центрами в Амритсаре и Лахоре. Государство разделялось на мисали, возглавляемые мисальдарами, общее количество которых дошло до 12 (около 70 тысяч кавалерии).
12 апреля 1801 года Ранджит Сингх коронован как махараджа, что совпало с праздником Вайсакхи. Церемонией руководил сагиб Сингх Беди, потомок гуру Нанака Дева. С 1799 года столицей становится Гуджранвала, в 1802 году перенесена в Амритсар и Лахор. Ранджит Сингх возносится к вершинам власти в короткое время, из главы одного из мисалей став махараджей Пенджаба. Уже в 1799 году Ранджит Сингх объединяет разрозненные мисали в империю (Сикхская империя), в 1849 году уничтоженную Британской империей в результате второй англо-сикхской войны.
Появление сикхского государства стало возможно благодаря упадку империи Великих Моголов, который обозначился к началу XVIII века. Сикхи Пенджаба начали серию атак против власти Моголов, которые, в конце концов, завершились успехом.
Политическая структура сикхизма проходит три основных этапа. Для ранних сикхов характерна фактически неограниченная власть гуру (духовных лидеров). Раннему сикхизму вскоре пришлось столкнуться с мусульманским завоеванием Индии (1556—1707), следствием которого становится нарастающая милитаризация сикхов. Начиная с десятого гуру, Гобинда Сингха, власть была передана непосредственно сикхской общине — хальсе. Для позднего же Сикхского государства характерно перемещение центра силы от хальсы к сердарам (военачальникам, и, де-факто, крупным феодалам), враждовавшим между собой.

## История

### Пенджаб под властью Великих Моголов

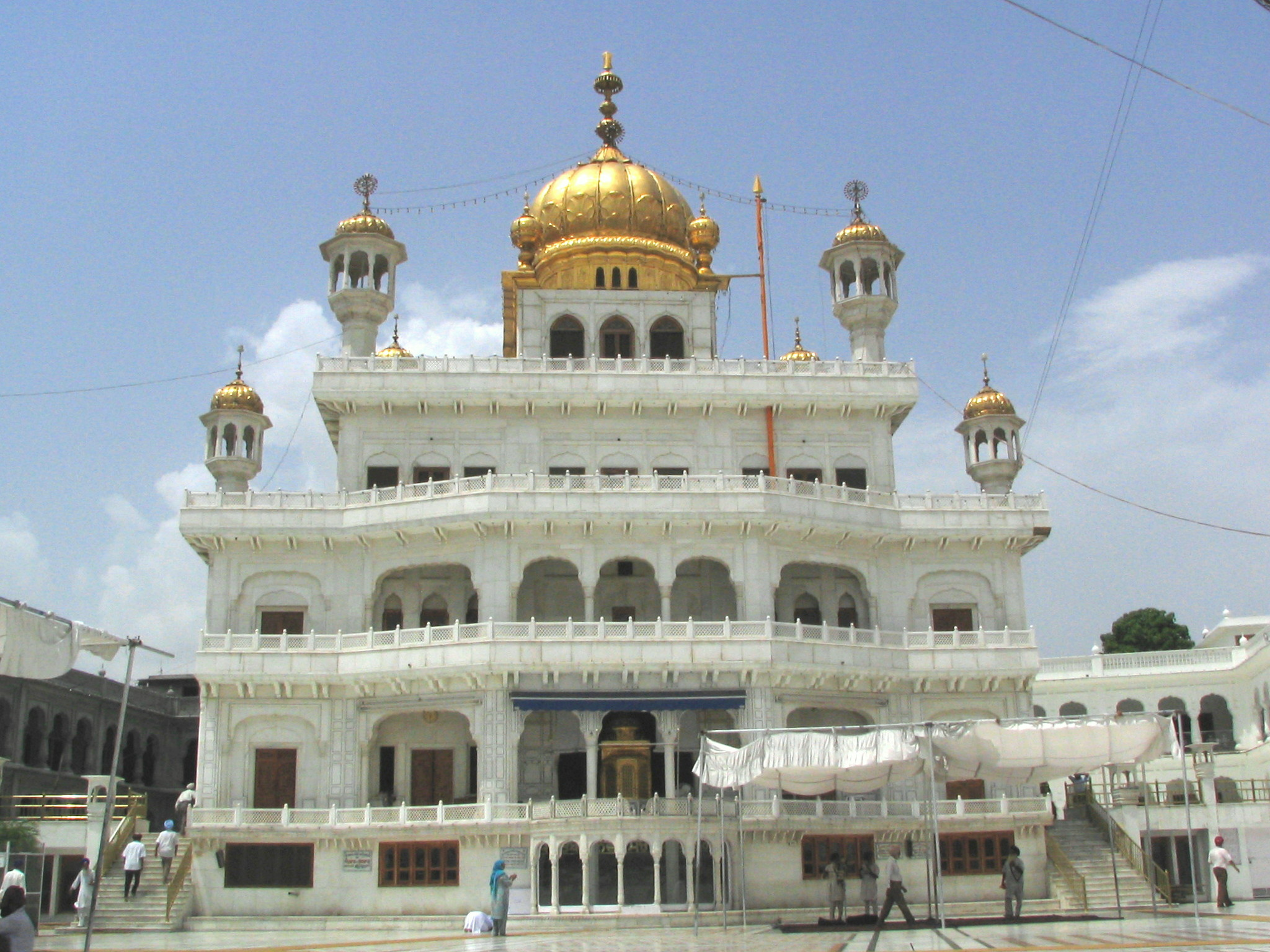
Акал Тахт — сикхская святыня в Амритсаре

Сикхизм зародился из проповеди первого из Десяти гуру сикхов Нанака во время завоевания Северной Индии шахом Бабуром. Внук последнего Акбар придерживался веротерпимости, и, после посещения лангара гуру Амар Даса составил благоприятное впечатление о сикхизме. Он пожертвовал земли лангару, и до своей смерти в 1605 поддерживал хорошие отношения с сикхскими гуру.
Однако его преемник, Джахангир увидел в сикхах потенциальную угрозу. Он арестовал гуру Арджуна Дэва, и приказал запытать его насмерть, из-за того, что сикхи поддержали мятеж старшего сына Джахангира против своего отца. 
Мученичество гуру Арджун Дэва заставило его преемника, шестого гуру Хар Гобинда, объявить о независимости сикхов, основав Акал Тахт и построив форт для защиты Амритсара. Тогда Джахангир поместил гуру в тюрьму в Гвалиоре, отпустив только через много лет, когда уже не чувствовал угрозы.
После смерти Джахангира в 1627 году его преемник Шах-Джахан после серии атак на Амритсар заставил сикхов отступить в холмы Сивалик. Следующий гуру, Хар Рай, предпринял ряд попыток занять землю, и придерживался нейтралитета в борьбе за власть между Аурангзебом и Дара Шикох за контроль над династией Тимуридов.
Девятый гуру, Тегх Бахадур, переместил общину в основанный им город Анандпур, и много странствовал. Узнав о преследованиях против индуистов Кашмира, он помешал местным браминам обратиться в ислам, и вступил в конфликт с Аурангзебом, отличавшимся нетерпимостью к иноверцам и боровшимся за полное искоренение идолопоклонства. Когда перед ним встал выбор между обращением и смертью, гуру выбрал смерть.

### Гобинд Сингх. Основание хальсы
Следующий, десятый, гуру, Гобинд Сингх, принял власть в 1675 году, и переместил центр сикхизма в Паунту. Он построил большой форт для защиты города, и поместил в нём гарнизон. Растущая мощь сикхской общины встревожила местных раджей, атаковавших город, но эти попытки были отбиты. Гуру отправился в Анандпур, и 30 марта 1699 года реформировал сикхскую общину в хальсу — бескастовое братство, функционировавшее одновременно как объединённая армия сикхов. Упразднив пост наследственных гуру, он передал власть всей хальсе.
Основание хальсы сплотило сикхов против множества поддерживаемых Моголами претендентов на место гуру. В 1701 году объединённая армия раджей и Моголов атаковала Анандпур, и, после отступления хальсы, была разбита в битве при Мукстаре. Гобинд Сингх принял приглашение преемника Аурангзеба, Бахадура Шаха, встретиться в Южной Индии. Когда он прибыл в Нандед в 1708 году, то был убит агентами губернатора Сирхинда. Ученики Гобинд Сингха разделили подконтрольную сикхам территорию на 12 мисалей (объединений воинов), образовавших конфедерацию.

### Банда Сингх Бахадур
Банда Сингх Бахадур был аскетом из касты раджпутов, и обратился в сикхизм после встречи с гуру Гобиндом Сингхом в Нандеде. Незадолго до своей гибели, гуру приказал Бахадуру отвоевать Пенджаб, и приказал всем сикхам присоединиться к нему. После двух лет собирания сторонников, Бахадур поднял крестьянское восстание против заминдаров (крупных феодальных землевладельцев), и раздал их землю неимущим крестьянам — сикхам, индуистам и мусульманам.
Бахадур правил землями между реками Сатледж и Ямуна, установил столицу в Гималаях в селе Лохгарх, ввёл новый календарь, изгонял чиновников-мздоимцев и чеканил монету с изображениями гуру Нанака и гуру Гобинда Сингха. Походы Бахадура доходили почти до Дели, и в 1710 году против сикхов выступил лично падишах Бахадур Шах I. В 1716 году Банда Сингх Бахадур был разбит Моголами, взят в плен вместе с 700 своими людьми, и был отправлен в Дели. Там он подвергся длительным пыткам, и был казнён после отказа перейти в ислам.

### Усиление хальсы. Ранджит Сингх

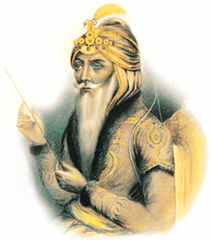
Махараджа Ранджит Сингх

Центральная власть Сикхской империи была сосредоточена в происходившем раз в два года собрании хальсы (сикхской общины) — Сарбат Хальса. Сарбат Хальса контролировала сердаров (военачальников), определяла основы военной политики, избирала лидера сикхов. Структура регионов (мисалей) соответствовала военным группировкам; главы регионов ежегодно собирались в Амритсаре или Лахоре.
Значительная часть XVIII века прошла для Сикхской конфедерации в противостоянии с завоевателями из Ирана и Афганистана — Афшаридской империей Надир-шаха и Дурранийской империей Ахмад-шаха Дуррани (а также с подчинявшимися Моголам раджами с холмов Сивалик). В ходе этих кампаний главная святыня сикхов, Золотой храм, неоднократно подвергался разрушениям. С 1762 года мощь Дал Хальсы (сикхской армии) резко усиливается, и, как следствие, происходит значительный рост территории.
В результате борьбы за власть между возглавлявшими мисали военными вождями верх взял глава клана Сукарчакия Ранджит Сингх. К 1799 году после нескольких военных кампаний он объединил под своей властью мисали на правобережье реки Сатледж, взял Лахор и сделал его столицей объединённого сикхского государства в Пенджабе.
С приходом к власти Ранджита Сингха и его коронацией как махараджи 12 апреля 1801 года, конфедерация преобразовалась в империю. Его правление было светским (так, его армией с 1820 года командовал француз Жан Франсуа Аллар) и запомнилось как «золотой век» в истории Пенджаба. Под его началом были проведены реформы, призванные укрепить позиции центральной власти и создать профессиональное, современно вооружённое и обученное войско.
В 1819 году к Сикхскому государству был присоединён Кашмир, а в 1834 году — Пешавар и окружающие его земли. Так Сикхская империя стала одной из ведущих сил Южной Азии, её владения доходили от Кабула и Кандагара до границ Тибета, с населением, на 80 % состоявшем из мусульман, 10 % индуистов и только 10 % сикхов. Впрочем, сердцем государства оставался Пенджаб. После смерти Ранджит Сингха в его империи наступил период анархии, чем не преминули воспользоваться англичане.

### Конец империи

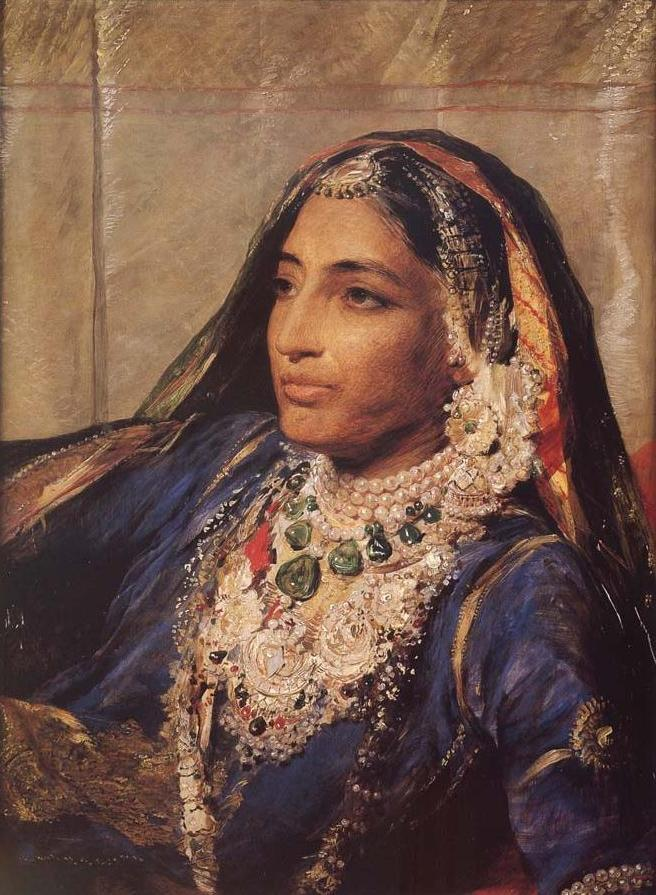
Махарани Джхинд Каур — младшая из жён Ранджита Сингха и регент при Далип Сингхе

После смерти Ранджита Сингха в 1839 году государство погрузилось в раздоры между сердарами, которые к тому времени де-факто превратились в крупных феодалов. За власть боролись две фракции: сикхская Синдханвали и индуистская Догра. Догра поначалу преуспела, приведя к власти в январе 1841 года старшего незаконного сына Раджита Сингха, Шера Сингха (в 1843 году убитого своим двоюродным братом). Синдханвали спаслись на британской территории, оставив множество сторонников в армии Пенджаба. Армия была резко увеличена благодаря вооружению феодалов и теперь сама по себе претендовала на роль хальсы как сикхской общины. Полковые панчаяты (комитеты) стали альтернативной властью — исполнительной, военной и гражданской. Англичане, посещавшие в то время Пенджаб, отмечали, что сикхские полки поддерживают в стране «пуританский» порядок, однако при этом находятся в постоянном противостоянии с Дурбаром (центральным двором).
Ослабление сикхов позволило британским колонизаторам уничтожить их государство в 1849 году в результате двух англо-сикхских войн. В первой (1845—1846) сикхи потерпели поражение от войск Британской Ост-Индской компании под командованием Хью Гофа в битвах при Мудки и при Аливале, и по Лахорскому соглашению были вынуждены пойти на территориальные уступки и принять британское присутствие; кроме того, от власти была отстранена и заточена в крепость регент при малолетнем правителе — махарани Джхинд Каур. Во второй войне (1848—1849) сикхи подняли против него восстание, но не смогли опереться на остальное население Пенджаба (особенно мусульман), были разгромлены при Гуджарате и капитулировали около Равалпинди.
Последний сикхский князь, 11-летний сын Ранджит Сингха — Далип Сингх — в 1849 году был смещен с престола, крещён, вывезен в Англию и до конца жизни (1893 год) получал пенсию от британского правительства. В 1870—1880-х годах Далип Сингх предпринимал попытки добиться возвращения принадлежавшего его семье имущества (в том числе знаменитого алмаза «Кохинур»), а также отмены ликвидации Сикхского государства и захвата его территории Британской Индией. Среди прочего, он обращался в посольство России в Париже с предложением организовать вторжение в Пенджаб русской армии.

После аннексии Сикхской империи она была разделена на несколько частей, частично — «туземных государств», частично — территорий под прямым управлением Короны. Резиденцией губернатора был избран Лахор.

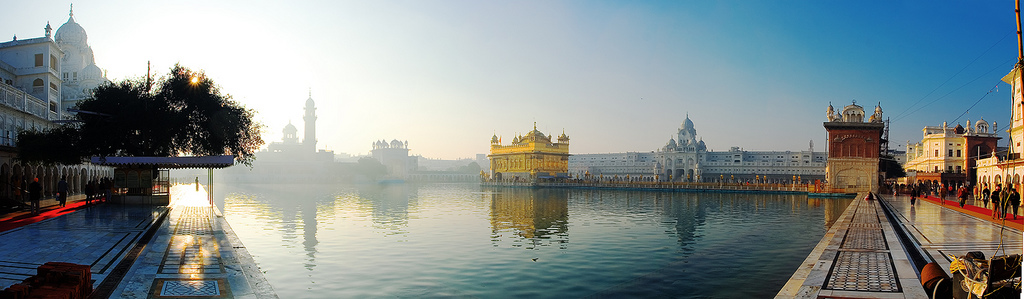
Хармандир-Сахиб, (Золотой Храм)

## География

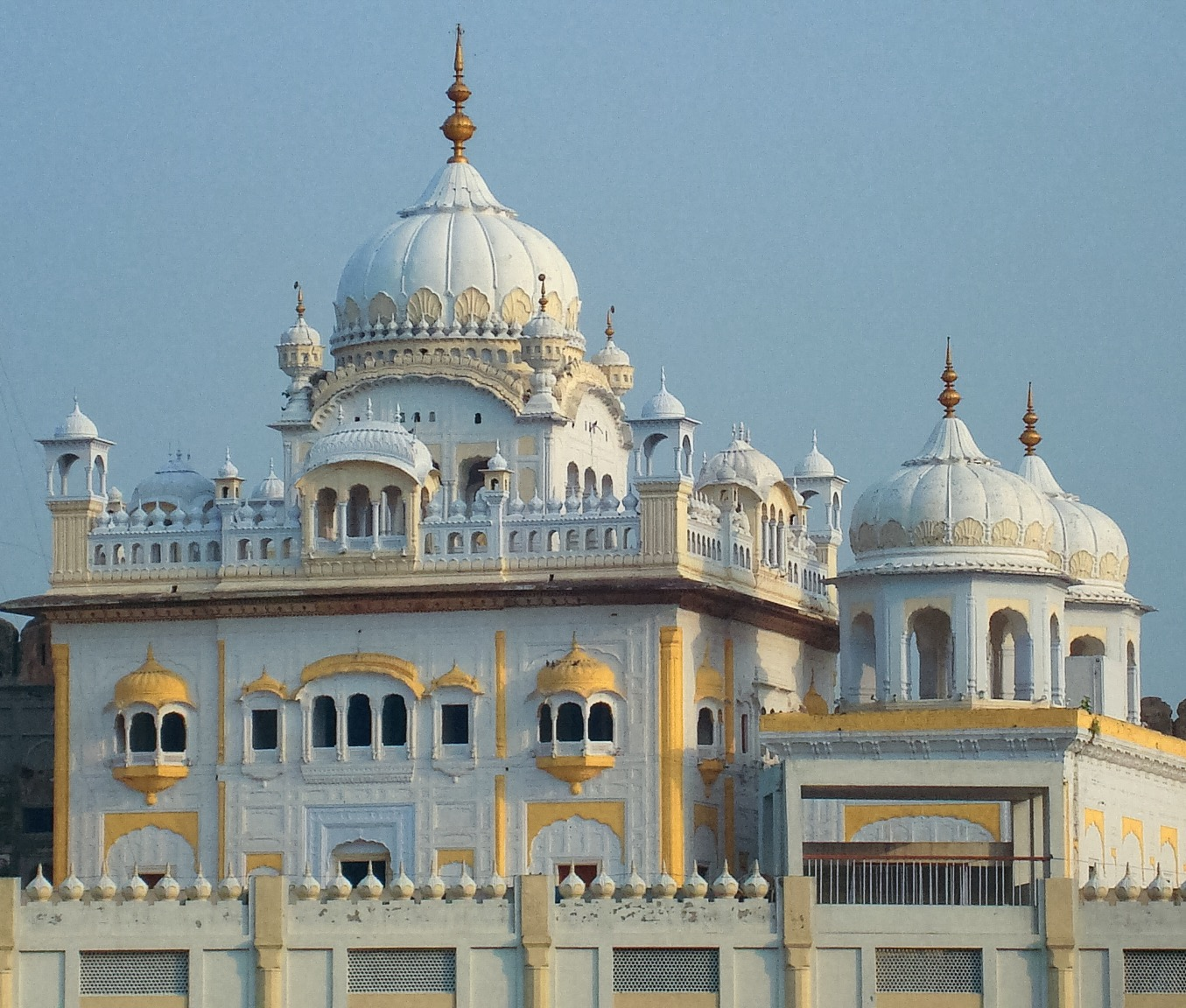
Самадхи Ранджита Сингха, пристроенная к мечети Бадшахи в Лахоре

Территориально Сикхская империя в период наибольшего своего расширения включала в свой состав:
- Провинция Пенджаб, современный Пакистан
- Штат Пенджаб, современная Индия
- Союзная территория Чандигара, Индия
- Штат Хараяна, Индия
- Штат Химашал Прадеш, Индия
- Бывшее «туземное государство» Джамму, Индия
- Дели
- Северо-западная пограничная провинция, Пакистан
- Зона племён, Пакистан
- Исламабадская столичная территория, Пакистан
- Части северо-восточного Афганистана